# Sujumbike

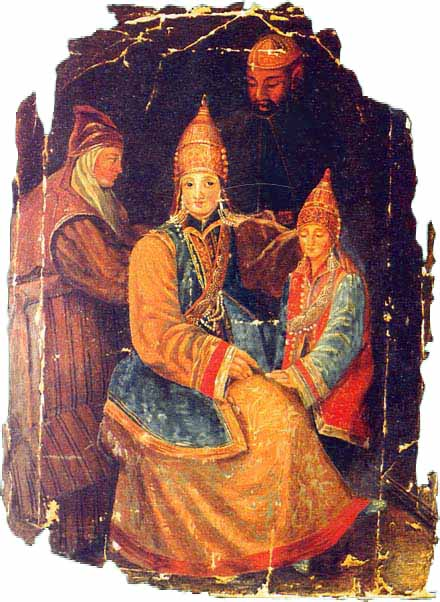
Sujumbike mit ihrem Sohn Ütämesch in russischer Geiselhaft. Unbekannter Maler des 16. Jahrhunderts

Sujumbike (tatarisch: Söyembikä; * 1516; † nach 1554 in Moskau) war die letzte Regentin des Kasaner Khanats. Sie gilt als Nationalheldin von Tatarstan. Der Sujumbike-Turm in Kasan wurde nach ihr benannt.

## Leben
Sujumbike war eine Nogaier-Prinzessin. Sie wurde mit etwa 12 Jahren nach Kasan gebracht und 1533 dem tatarischen Khan Canğäli zur Frau gegeben. 1535 starb ihr Mann und sie musste 1536 Safagäräy, den Bruder ihres verstorbenen Mannes, heiraten, wie es damals üblich war. Auch ihr zweiter Mann starb 1549 und sie blieb als Regentin bei ihrem minderjährigen Sohn Ütämesch, der erst zwei Jahre alt war. 
Nach der Eroberung der Stadt Kasan durch die russischen Truppen wurde Sujumbike 1553 dem Kasaner Khan Şahğäli zur Frau gegeben, der Iwan IV. bei der Eroberung geholfen hatte und als Geisel nach Moskau gebracht. Ihr Sohn wurde auf den Namen Alexander getauft und studierte in einer Junkerschule. Der Nogaier-Khan, der Vater von Sujumbike, bat den russischen Zaren, seiner Tochter die Rückkehr nach Kasan zu gestatten. Iwan IV. gab keine Antwort. 
Sujumbike starb in Moskau nach 1554. Ihr Begräbnisort ist nicht bekannt. Ihr Sohn Utjamysch starb im Alter von 19 oder 20 Jahren an Tuberkulose.

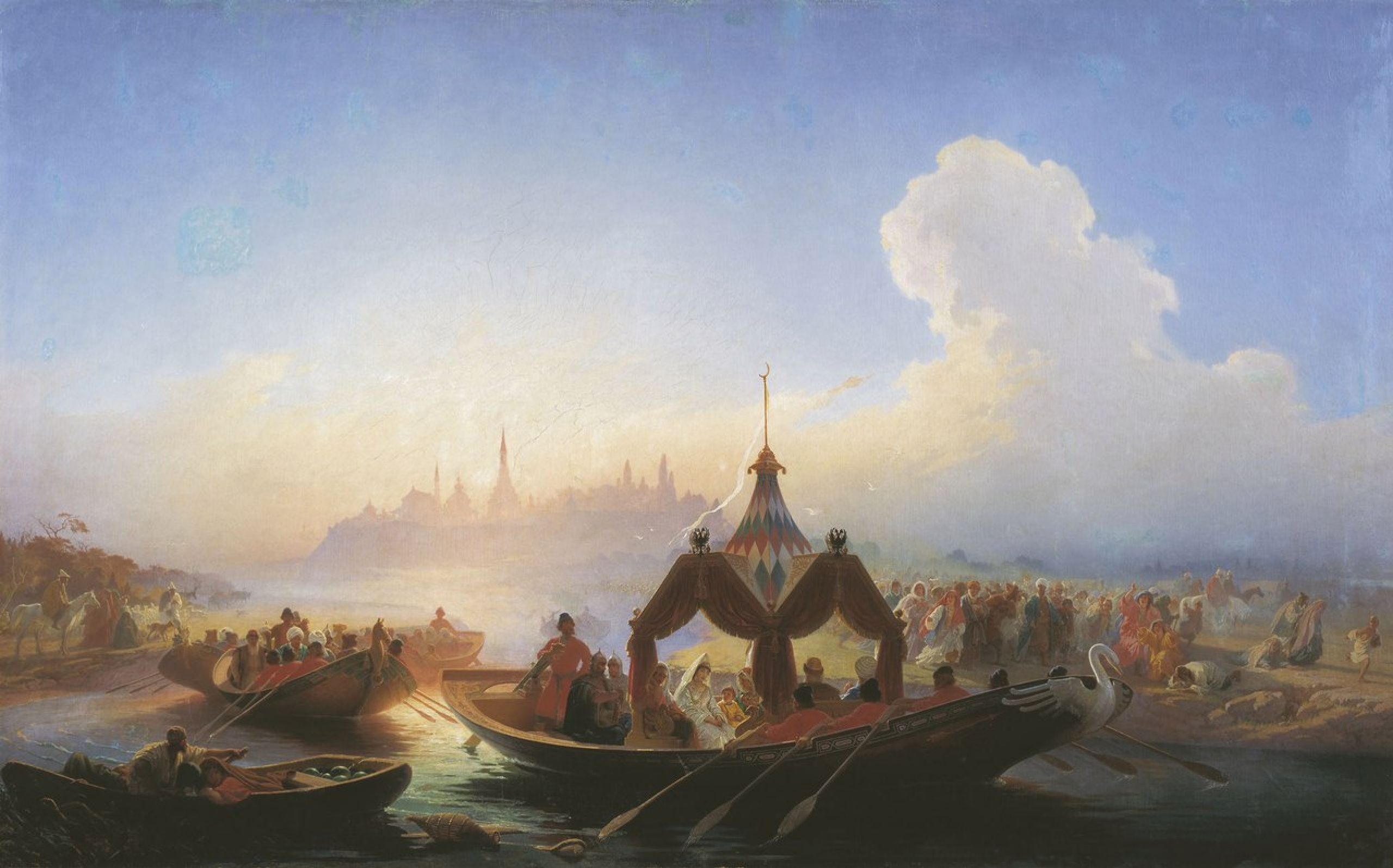
Prinzessin Sujumbike verlässt Kasan, von Vasili Grigorievich Khudyakov